# Cinema de Retomada
O termo Cinema da Retomada refere-se ao período de revitalização da produção cinematográfica brasileira entre 1995 e 2002, marcado pela reestruturação de políticas de fomento após a grave crise provocada pelo fechamento da Embrafilme, em 1990, pelo governo de Fernando Collor de Mello. A extinção da estatal, principal fonte de financiamento e distribuição do cinema nacional, resultou em uma quase paralisação da produção de filmes no Brasil. Em 1992, apenas um longa-metragem brasileiro foi lançado no circuito comercial, evidenciando a gravidade da situação.

## Contexto histórico
Com o impeachment de Collor e a ascensão do governo de Fernando Henrique Cardoso, foram implementadas medidas que promoveram a retomada do cinema no país. A criação de leis de incentivo, como a Lei Rouanet (1991) e a Lei do Audiovisual (1993), possibilitou a captação de recursos por meio de renúncia fiscal, estimulando o investimento privado em projetos culturais. Além disso, o Prêmio Resgate do Cinema Brasileiro, realizado entre 1993 e 1994, financiou a conclusão de diversas obras, dando início ao renascimento da produção cinematográfica.
O filme Carlota Joaquina, Princesa do Brazil (1995), dirigido por Carla Camurati, é amplamente reconhecido como o marco inicial do Cinema da Retomada. Com grande sucesso comercial, a obra simbolizou o ressurgimento da indústria cinematográfica nacional, possibilitado pela nova estrutura de incentivos.
A produção dos anos 1990 também foi influenciada pelas transformações políticas e econômicas do período. Após a extinção da Embrafilme, surgiram iniciativas descentralizadas, como a criação da RioFilme (1993) e do Programa de Integração Cinema e Televisão (PIC-TV) em São Paulo (1996). Essas medidas representaram tentativas locais de estímulo à produção, destacando a complexa relação entre cinema e Estado.
A criação da Agência Nacional do Cinema (ANCINE), em 2002, marcou o fim do período da Retomada e consolidou um modelo institucional voltado para o desenvolvimento econômico e industrial do setor. A agência assumiu o papel de fomentar a produção e regular o mercado audiovisual, destacando a busca por sustentabilidade financeira para o cinema brasileiro. No entanto, as tensões entre autonomia artística e demandas comerciais continuaram a ser um tema central no debate sobre o setor.

## Características do Período
O Cinema da Retomada não configura um movimento homogêneo, mas sim um período caracterizado por diversidade temática e estilística, resultado das condições materiais de produção e do diálogo com o público consumidor. Entre as principais características estão:
- Diversidade Temática e Linguística: O período incluiu filmes históricos, adaptações literárias e narrativas focadas em trajetórias individuais. Exemplos incluem O Quatrilho (1995), Central do Brasil (1998) e Cidade de Deus (2002).
- Apoio por Incentivos Fiscais: A maioria das produções foi financiada por empresas privadas, via renúncia fiscal, resultando em filmes que frequentemente buscavam apelo comercial e representatividade cultural.
- Qualidade Técnica: Houve um significativo investimento em elementos técnicos, como direção de arte, fotografia e efeitos visuais, além da migração de profissionais da publicidade e da televisão para o cinema.
- Problemas de Difusão: Embora o período tenha sido marcado por aumento na produção, o circuito de distribuição e exibição permaneceu deficitário, dificultando o acesso do público a muitas obras.

## Fases
O Cinema da Retomada pode ser dividido em duas fases:
1. 1995-1998: Marcada pela abundância de recursos e por produções de alto orçamento, que buscavam qualidade técnica e premiações internacionais. Filmes de época foram predominantes nesse período.
2. 1999-2002: Caracterizada por ajustes nos mecanismos de financiamento, maior fiscalização e restrições orçamentárias. Nesse contexto, destacaram-se documentários e filmes de baixo orçamento.

## Impactos e Legado
Mais de cem cineastas estrearam durante o período, refletindo a renovação do setor. Entre eles, destacam-se profissionais oriundos da publicidade, televisão e curta-metragens. Apesar das críticas sobre o modelo de financiamento e a limitada distribuição, o Cinema da Retomada consolidou um novo patamar para o cinema brasileiro, com obras reconhecidas internacionalmente.
O filme Cidade de Deus, lançado em 2002, é frequentemente considerado o ponto culminante do período, simbolizando o amadurecimento do cinema nacional e sua repercussão global. Após esse marco, o setor entrou em uma nova fase de maior estabilidade e diversificação.